# Ляшенко, Юрий Иванович
Юрий Иванович Ляшенко (укр. Юрій Іванович Ляшенко; род. 1 января 1939, Хацепетовка, Сталинская область) — советский и украинский кинорежиссёр, заслуженный деятель искусств Украины (2007).

## Биография
Родился 1 января 1939 года в посёлке Хацепетовка Сталинской области (в настоящий момент — в составе Бахмутского района, Донецкая область, Украина). В 1954 году там же окончил семилетнюю школу.
В 1958 году окончил Киевский строительный техникум; одновременно учился в студии при театре имени И. Франко. В 1958—1961 годах служил в Советской армии.
В 1966 году окончил режиссёрский факультет Харьковского института искусств (мастерская профессора А. Б. Глаголина); одновременно с 1965 года работал в киевском Театре юного зрителя им. Ленинского комсомола.
С 1966 года — режиссёр Киностудии имени А. Довженко и «Укртелефильма».
Член Национального союза кинематографистов Украины.

## Творчество
Юрий Ляшенко пришёл в кино из театра и навсегда сохранил любовь к актёрской профессии . Своей работой доказывал, что главным в сложном взаимодействии многих факторов созидания в кино является актёр. Юрий Ляшенко с исключительным мастерством использует возможности монтажа для раскрытия контрапунктом сюжетных линий и тем, которые не заложены в диалогах и событийной цепи, а раскрываются лишь благодаря особой расстановке кадров. И теорией (периодически выступает в печати), и практикой он доказывает, что сила искусства в психологической сложности и глубине образов, эпизодов, сюжетов.
Если в теории, от болезненного восприятия бед общества, его мысли бывают противоречивыми, иногда эпатажными, например, в статьях «Опомнитесь, недочеловеки» (журнал «Днепр» № 7-8, 2006 год) или «Мы не рабы, рабы не мы, мы — хамы» (газета «Слово Просвещения», 19-25 января 2006 года), то в практических работах доминируют светлые ноты. Уже в первых самостоятельных работах («Мир, который принадлежит мужчинам», 1977; «День первый, день последний», 1978) режиссёр-постановщик Ю. Ляшенко показал, что своей особой интонацией, которая сочетает и нежность, и экспрессию, он умеет влиять на зрительское воображение, ограничиваясь простым замыслом. Благодаря поискам духовной проблематики в фильме «Мерседес» уходит от погони» (1980) и жизнеутверждающей ауре фильма при трагическом финале рассказ о приключениях армейских разведчиков обрёл философское осмысления дилеммы: жизнь — смерть. В фильме «Записки курносого Мефистофеля» (по одноимённому роману В. Винниченко, 1994) с исключительной силой показал умение находить выход из психологических лабиринтов.

### Награды и признание
- «Бронзовый витязь» — приз 3-го Международного кинофестиваля «Золотой витязь» (Тирасполь, 1994)[1]
- приз «Деметра» 1-го Ялтинского международного кинофестиваля (1997) в номинации «за лучшую режиссуру» (фильм «Записки курносого Мефистофеля»)[1]
- 1996 год — «Диплом зрительских симпатий» — 1-й МКФ зрительского жюри.
- Заслуженный деятель искусств Украины (7.7.2007)[2]

### Режиссёр-постановщик
- День первый, день последний (1978, худ. фильм; ст. А. Довженко)
- «Мерседес» уходит от погони  (1980, худ. фильм; ст. А. Довженко)
- Записки курносого Мефистофеля[укр.]  (1994, худ. фильм; студия А. Довженко)
- «Мир, который принадлежит мужчинам» (1977, к/м худ. фильм; ВГИК)
- «Город на реке Псел» (1983, док. фильм, «Укртелефильм»)
- «Будни РАПО» (1984, док. фильм, «Укртелефильм»)

### Второй режиссёр в художественных фильмах студии имени А. Довженко
- - «Ребёнок» (1967, к/м)
  - «Узники Бомона» (2 серии, 1969)
  - «В тридевятом царстве...» (1970)
  - «Иду к тебе...» (1971)
  - «Каждый вечер после работы» (1973)
  - «Среди лета» (1975)
  - «Театр неизвестного актёра»(1976)
  - «Жил-был Шишлов» (1988, 2 серии)

## Публиковался в прессе
- В журналах «Новини кіноекрану», «КіноТеатр», «Український форум», «Віче», «Дніпро», «Ренесанс».
- В газетах «Зеркало недели», «День», «Персонал плюс», «Слово просвещения», «Коммунист».